# Bulgarisch-Schweizerische Handelskammer
|                      | |
| Art                  | Non-Profit-Organisation |
| Branche              | Export/Import, Unternehmensgründung, Wirtschaftsförderung (Akquise neuer Unternehmensstandorte), Aufbau und Unterhaltung von Geschäftsbeziehungen, Beratung u. a. |
| Gründung             | 2004 |
| Sitz                 | Sofia, Bulgarien |
| Zu bedienende Region | Bulgarien, Schweiz, Europäische Union |
| Schlüsselpersonen    | Boni Bonev (Vorsitzender, Vorstand) |
| Website              | www.bscc.bg |

Die Bulgarisch-Schweizerische Handelskammer (Bulgarisch: Българо-швейцарска търговска камара, Englisch: Bulgarian-Swiss Chamber of Commerce – BSCC) ist eine nicht gewinnorientierte Organisation. Der Zweck der Handelskammer besteht darin, die Handels- und Wirtschaftsbeziehungen zwischen der Schweizerischen Eidgenossenschaft und der Republik Bulgarien zu fördern und zu unterstützen sowie die wirtschaftlichen Interessen ihrer Mitglieder zu verteidigen und Dienstleistungen anzubieten, die zur Erreichung der Ziele der Handelskammer helfen. Der Sitz der Assoziation ist in Sofia und stellt den Mitgliedern und Partnern der Handelskammer aus beiden Ländern Informationen, Kontakte und Dienstleistungen zur Verfügung. Die Bulgarisch-Schweizerische Handelskammer bietet ihren Mitgliedern sowie Kunden beider Staaten, die keine Mitglieder sind, Business-Kontakte, Informationen und Beratungsdienstleistungen an wie z. B. (aber nicht nur) Marktuntersuchungen, Partnersuche. Seit dem Anfang 2012 werden der Investoren- und Businessgemeinschaft Informationen und Dienstleistungen seitens der BSCC, gemeinsam mit der Schweizerischen Botschaft in Sofia, Bulgarien, die dienstlich ein Mitglied des Vorstandes der Handelskammer ist, zur Verfügung gestellt.

## Geschichte
Die Gründung erfolgte im 2004. Die Geschichte der Handelskammer beginnt noch im Jahr 1994, wann auf Initiative von schweizerischen und bulgarischen Organisationen und Gesellschaften der Bulgarisch-Schweizerische Businessklub errichtet wurde. Die Bestimmung des Businessklubs ist die Wirtschaftsbeziehungen zwischen den beiden Staaten sowie den Austausch aktueller Informationenzwischen den Mitgliedern und interessierten Kreisen zu verbessern. Im Jahr 2004 beschließen die Mitglieder des Businessklubs eine Umwandlung wegen der zugenommenen Interesse an Aufnahme von Businesskontakten und zwecks Unterstützung von Unternehmen aus beider Staaten. Der Businessklub wurde mit Beschluss der Generalversammlung aufgelöst und die Zusammenarbeit seiner Mitglieder geht weiter im Rahmen der neugegründeten Bulgarisch-Schweizerischen Handelskammer. Der Hauptziel der Handelskammerheute besteht in der Unterstützung und Förderung der Wirtschafts- und Handelsbeziehungen zwischen Bulgarien und der Schweiz.

## Dienstleistungen für Mitglieder
- Teilnahme an regelmäßigen monatlichen Veranstaltungen: Präsentationen, Businessforen, Konferenzen, Businessmissionen, Empfängen
- Möglichkeit für Networking in den Bereichen Business und Politik
- Unterstützung beim Handel und Investitionen
- Medien & Information: Webseite, Jahresprospekt, Präsentationen, spezielle Anzeigen, Presseaussagen, Multimedien
- Identifizierung und Förderung der Handels- und Investitionsmöglichkeiten in Bulgarien und in der Schweiz
- Informationen über den Markt/die Branche in Bulgarien und in der Schweiz, inkl. gemeinsames Businessumfeld, Wirtschaft, Politik, Branchen, Geschäftemachen
- Mitwirkung vor Ortmittels Partnerschaften/Zusammenarbeit in Bulgarien und in der Schweiz

## Bezahlte Dienstleistungen (Präferenztarife für Gesellschaften, die BSCC-Mitglieder sind)
- Partnersuche/Mitwirkung bei Kontaktaufnahme mit potentiellen Geschäftspartnern. Identifizierung von Fachleutenaus bestimmten Expertenbereichen.
- Kontakte mit Behörden und Organisationen/Vereinbarung von Treffen mitzentralen, regionalen und kommunalen Behörden, öffentliche und Nichtregierungsinstitutionen. Begleitung bei Treffen und Visiten
- Verwaltungsdienstleistungen/Übersetzung und Legalisierung von Dokumenten, Dolmetschen und andere ähnliche Dienstleistungen
- Marktinformation/Firmenuntersuchungen/Sammeln von allgemeinen Informationen über bestimmtes Produkt oder bestimmte Dienstleistung, Tendenzen, Wettbewerb, Distribution. Marktuntersuchungen. Information über konkrete Gesellschaften (z. B. aus Handelsregistern, anderen öffentlichen Quellen, Medien, Kunden)
- Rechts- und Finanzberatung/Mitwirkung bei der Eintragung von Gesellschaften in Bulgarien und in der Schweiz, Schiedsspruch und Beilegung von Handelsstreitigkeiten, Finanz- und Steuerberatung
- Besuch von Messen, Ausstellungen, Gesellschaften/Mitwirkung bei Teilnahme an und Besuch von Ausstellungen, Organisation von Besuchen in Bulgarien für Businessdelegationen aus der Schweiz und umgekehrt
- „Temporäres Büro“/Mitwirkung beim Auftritt auf dem bulgarischen Markt (Fertigung, Handel, Dienstleistungen), teilweise Unterstützung hinsichtlich Organisations- und Verwaltungsaufgaben, Sekretariat
- Rechtsschutz/Mitwirkung bei der Verteidigung der rechtlichen Interessen der Handelskammer gegenüber Staatsbehörden und anderen Organisationen in Bulgarien
- Mitwirkung bei Zertifizierung von Investitionsprojekten in Bulgarien/Mitwirkung bei der Erstellung der notwendigen für die Zertifizierung Unterlagen (Antrag, Investitionsprojekt), Kontaktieren mit den zuständigen Behörden
- Bewertung der Ausfuhrkapazität/Schätzung der Bereitschaft von bulgarischen Unternehmen für erfolgreichen Ausfuhr von Waren und Leistungen
- Dienstleistungen, die oben nicht erwähnt sind, können nach Besprechung und in Abhängigkeit von der Kapazität des Sekretariats zur Verfügung gestellt werden.

## Partner in Bulgarien
- Bulgarische Industrie- und Handelskammer
- Klub der gemeinschaftlichen und ausländischen Kammer in Bulgarien
- Bulgarische Investitionsagentur
- Industrie- und Handelskammer – Stara Zagora
- Unternehmensverband “Sevlievo 21. Jahrhundert”
- Schweizerische Botschaft in Sofia, Bulgarien

## Partner in der Schweiz
- Handelskammer Schweiz–Mitteleuropa
- SWISSCHAM – Verband Schweizerischer Aussenwirtschaftskammern (SwissCham)
- Switzerland Global Enterprise
- Cleantech Switzerland
- SwissMEM
- Bulgarische Botschaft in Bern